# Catedral de Funchal
La Catedral de Funchal (en idioma portugués, Sé do Funchal, en la isla de Madeira), es uno de los pocos edificios que sobrevivieron virtualmente intactos desde los tiempos de la colonización portuguesa. Es la catedral de la diócesis de Funchal.
Durante los años 90 del siglo XV, Manuel I de Portugal envió al arquitecto Pêro Anes para trabajar en el diseño de la catedral de Funchal, que quedó concluida en 1514. Sin embargo, en 1508, cuando Funchal fue elevado a la categoría de ciudad, ya se celebraban misas en el templo. No obstante, el remate de la torre y algunos detalles más sólo vinieron a ser finalizados en torno a los años 1517-1518.
En la catedral destacan los asientos del ábside que exhiben santos, profetas y apóstoles en trajes del siglo XVI. En los detalles decorativos de los asientos y apoyos para los brazos pueden verse aspectos de la vida de Madeira, como por ejemplo, un querubín transportando un manojo de plátanos y otro cargando un odre lleno de vino.
La iglesia posee una excepcional cruz procesional, ofrecida por el rey Manuel I. Esta alfaya de culto en plata es considerada una de las obras maestras de la orfebrería manuelina portuguesa.